# Les Reines du faubourg
Les Reines du faubourg est un roman historique de Juliette Benzoni paru en 2006 aux éditions Bartillat.

## Histoire
Nées dans le faubourg, voire la rue, le pavé ou le ruisseau, ces femmes d’exception ont eu la force, la persévérance et la chance de s’élever jusqu’aux sommets. À leur manière et grâce à leur beauté, elles sont parvenues à incarner leur temps et à susciter auprès des générations suivantes un véritable mythe. Comme toujours avec Juliette Benzoni, on reste dans l'histoire, mais cette fois au cœur de nouveaux univers : les arts, les spectacles, les salons et les boudoirs.